# Hyperreligiosité
L’hyperreligiosité est définie par un intérêt pathologique pour la religion.

## Neurologie
Les individus atteints de troubles neurologiques (comme le syndrome de Geschwind) peuvent présenter des modifications du comportement comme des délires religieux sous forme d’hallucinations auditives telles la voix de Dieu, une sensation corporelle 
anormale ou douloureuse à caractère souvent hallucinatoire (cénesthopathies) pouvant perdurer plusieurs années après le traumatisme crânien.

## Psychologie: troubles psychotiques
Elle peut se manifester sous forme de troubles psychotiques à contenu religieux comme le délire d’identité ; l'individu se prenant pour un personnage mythologique ou prophétique ou encore sous la forme de posture catatonique comme la crucifixion.

## Épilepsie
Des délires religieux comprenant la conversion religieuse, la lecture compulsive de livres sacrés, l'hypergraphie
sur les thèmes religieux ont également été décrits dans l’épilepsie temporale.

## Troubles obsessionnels compulsifs
Plusieurs auteurs établissent une relation comportementale entre l'hyperreligiosité et les troubles obsessionnels compulsifs (TOC) . En effet, ces comportements sont associés au « lavage » des péchés, à la « purification » de l'âme, soit un déplacement du lavage à l'abstraction qu'est la moralité. Ce type de pathologie associe également souvent une peur de la « faute » ou de l'« erreur » soit un TOC de vérification.